# УСС Киклоп
УСС Киклоп био је један од четири брода из такозване Протеус класе. Изграђен је за Америчку морнарицу неколико година пре Првог светског рата. У марту 1918, брод је нестао у Бермудском троуглу. Тада је на броду било 306 људи. Неко време после 4. марта 1918. ово је био највећи амерички поморски губитак живота који нема везе са ратом. Неки су мислили да га је потопио немачки брод или подморница.